# Liljendal
Liljendal est une ancienne municipalité du sud de la Finlande.

## Histoire
Liljendal a été fondée en 1575.
Liljendal a été intégré dans Loviisa le 1er janvier 2010.

## Géographie
Liljendal est avec sa voisine Pernå l'une des plus orientales à compter une majorité suédophone en Finlande, et avec Karis une des deux dans ce cas à ne pas avoir de façade maritime. C'est une des rares communes à ne même pas avoir de nom finnois.
Sans surprise, le parti populaire suédophone y détient 15 des 17 sièges du conseil municipal.

### Communes limitrophes
Outre Pernå au sud, les municipalités voisines sont Myrskylä à l'ouest et Lapinjärvi au nord et à l'est.

### Hameaux
La commune compte 10 villages dispersés dans une vallée agricole. Elle est traversée par la nationale 6 venue de Pernå et filant vers l'est du pays (Joensuu, puis Kajaani). Le centre administratif se situe à 18 km du centre de Loviisa et 32 km de Porvoo.